# Федаини
С името федаини (от арабски фидаи — „някой, който е готов да жертва живота си в името на каузата“) са известни няколко различни мюсюлмански групировки, действащи на различни територии.

## Иран
През 1971 г. в Техеран е основана Организацията на федаинските партизани на иранския народ, марксистко-ислямистка радикална партизанска групировка. Оперира между 1971 и 1983. Извършва няколко политически убийства и терористични взрива в знак на съпротива срещу монархичния режим на Мохамед Реза Пахлави и по този начин благоприятства за осъществяването на Иранската революция през 1978-79.

## Палестина
Палестинските федаини подкрепят палестинските общности, които са принудени да напуснат страната си по време на Арабско-израелска война от 1948 г. Тези федаини имат бази в Египет, Ливан и Йордания.

## Ирак
Федаините на Саддам са паравоенна организация, създадена през 1995 г. от президента на Ирак Саддам Хюсеин. Тяхното предназначение е да бъдат верни защитници на Саддам. Разформировани са през 2003 г., когато САЩ напада Ирак.